# Hermann Ernst Freund
Hermann Ernst Freund (Uthlede, Braunschweig-Lüneburgi Választófejedelemség, 1786. október 15. – Koppenhága, 1840. június 30.) - német származású dán szobrász. Főleg az északi mitológiából származó alakjairól és a Ragnarök Frieze-ről ismert.

## Életpályája
Németországban, Bréma közelében született, előbb kovácsnak tanult, majd a koppenhágai Művészeti Akadémián folytatta tanulmányait. A diploma megszerzése után 10 évet töltött Rómában, ahol Bertel Thorvaldsen legközelebbi asszisztense lett, ahogy az Bernhard Severin Ingemann (1820) márvány mellszobrán is olvasható. Freud a romantikus nacionalizmus korai híve volt, ő volt az első dán szobrász, aki az északi mitológiával foglalkozott, és 12 szobrot alkotott, köztük Lokit (1822), Odint (bronz 1827) és Thort (1829) is, melyeknek mindegyikét az ókori görög és római mitológiai művek ihlették. 
Koppenhágába visszatérve ő szervezte meg a Szűzanya templom díszítését, modelleket készített a 12 apostol alakjaihoz, de a munkára Bertel Thorvaldsen kapott megbízást. Be nem fejezett remekművét, a Ragnarok Frieze-t, amelynek elkészítése sok éven át foglalkoztatta, Herman Wilhelm Bissen fejezte be halála után, de művét később az 1884-es Christianborgi tűzvész megsemmisítette. A friz egy részének megmaradt gipsz öntvénye a Statens Museum for Kunst-ban látható. Munkáinak legnagyobb gyűjteményét pedig a koppenhágai Glyptotekben őrzik.
1829-ben Freund az Akadémia professzora lett. A Dél-Olaszországban eltöltött idő ihletésére Freund otthonát, a Materialgaardot is pompei-i stílusban díszítette, mely munkát később az olyan fiatal művészek mint Georg Hilker, Heinrich Eddelien, Constantin Hansen és Christen Købke fejezték be Freund tervei alapján.

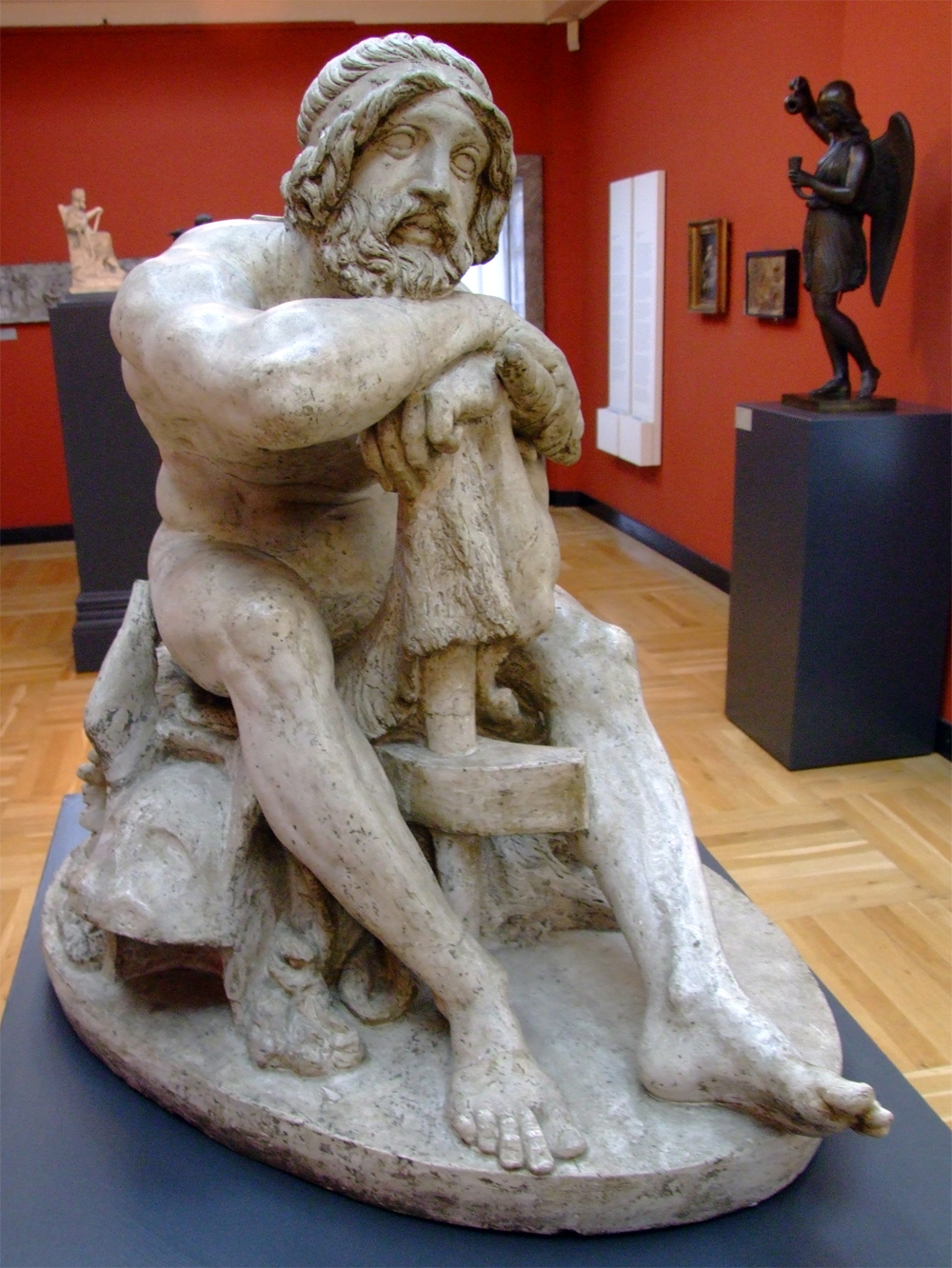
Hermann Ernst Freund: Thor (1829)
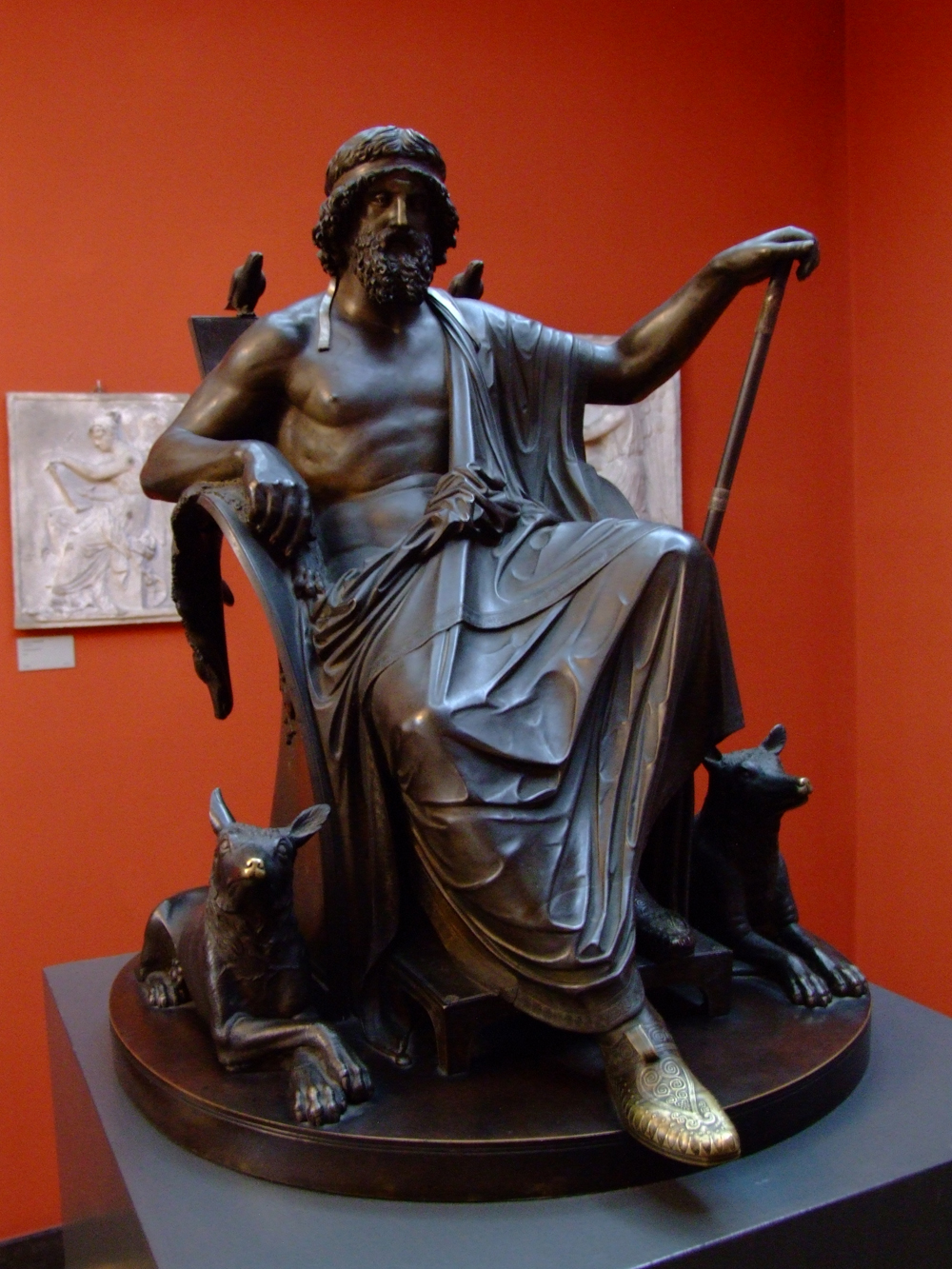
Hermann Ernst Freund: Odin (1828)
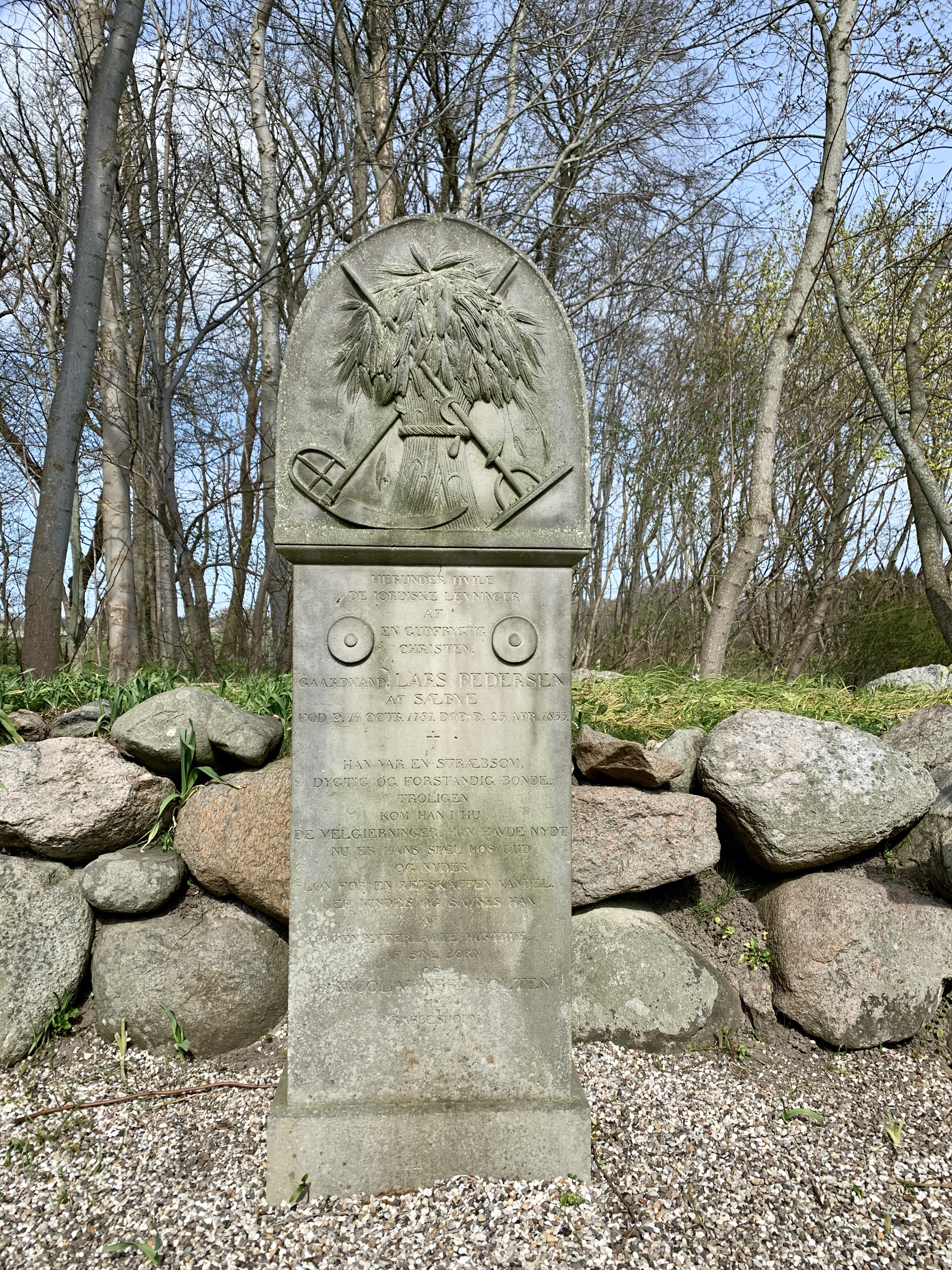
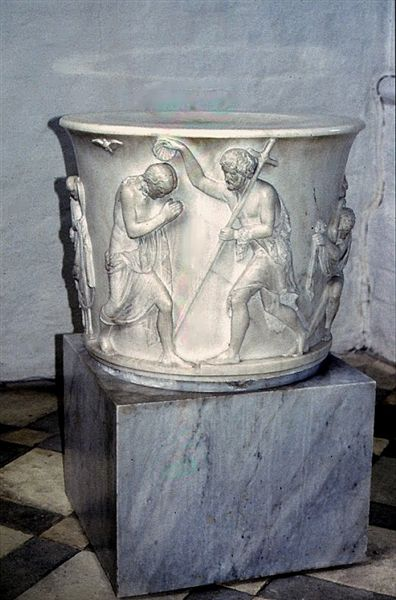